# 2010 (filme)
2010 (bra: 2010 - O Ano em Que Faremos Contato; prt: 2010 - O Ano do Contacto) é um filme americano de 1984, sequência de 2001: A Space Odyssey (bra: 2001: Uma Odisseia no Espaço), de Stanley Kubrick e baseado na obra homônima de Arthur C. Clarke, de 1982. O seu título completo é escrito nos cartazes e no DVD de lançamento como 2010: The Year We Make Contact, embora o subtítulo não apareça no filme em si. Frequentemente referenciado como 2010: Odyssey Two, o filme não conseguiu repetir o enorme impacto do seu predecessor.

## Elenco
| Ator                  | Papel                         |
| --------------------- | ----------------------------- |
| Roy Scheider          | Dr. Heywood Floyd             |
| John Lithgow          | Dr. Walter Curnow             |
| Ezio Greggio          | Capitão Valentino Di Pasquale |
| Helen Mirren          | Tanya Kirbuk                  |
| Bob Balaban           | Dr. R. Chandra                |
| Keir Dullea           | Dave Bowman                   |
| Douglas Rain          | voz do computador HAL 9000    |
| Madolyn Smith Osborne | Caroline Floyd                |
| Dana Elcar            | Dimitri Moisevitch            |
| James McEachin        | Victor Milson                 |